# ديفيد إي. جيريمياه
ديفيد إي. جيريمياه (بالإنجليزية: David E. Jeremiah)‏ هو ضابط أمريكي، ولد في 25 فبراير 1934 في بورتلاند في الولايات المتحدة، وتوفي في 7 أكتوبر 2013 في مركز والتر ريد الطبي العسكري الوطني ‏ في الولايات المتحدة.

## وصلات خارجية
- ديفيد إي. جيريمياه على موقع إن إن دي بي (الإنجليزية)